# Riojasaurus
Riojasaurus („ještěr z La Rioja“) byl rod po čtyřech chodícího býložravého dinosaura, žijícího v období pozdního triasu, asi před 227 až 213 miliony let. Jeho fosilie byly nalezeny v argentinských provinciích La Rioja a San Juan.

## Popis
Jako většina sauropodomorfů měl poměrně malou hlavu, relativně dlouhý krk, masivní trup, čtyři končetiny a dlouhý ocas. Obratle byly odlehčeny dutinami, kosti končetin byly masivní kvůli jeho hmotnosti a na většině prstů měl drápy. Riojasaurus dorůstal délky kolem 6,6 metru a hmotnosti 800 kilogramů. Podle jiných odhadů byl dlouhý asi 10 metrů a vážil tolik, co slon africký.
Riojasaurus byl objeven v souvrství Los Colorados, na území provincie La Rioja. Ve stejných vrstvách byly objeveny také fosilie dalších sauropodomorfů z rodu Coloradisaurus a Lessemsaurus.